# Тальрозе, Раиса Викторовна
Раиса Викторовна Тальрозе — российский учёный в области химии и физики жидкокристаллических полимеров, лауреат премии им. С. В. Лебедева РАН.

## Биография
Родилась 24.06.1947, дочь Виктора Львовича Тальрозе.
Окончила химический факультет Московского государственного университета им. М. В. Ломоносова. До 1990 г. там же на кафедре высокомолекулярных соединений: ассистент, аспирант, младший и старший научный сотрудник.
В 1973 г. защитила кандидатскую диссертацию «Процессы структурообразования в цепях гребнеобразных полимеров».
В 1987 г. защитила докторскую диссертацию на тему «Структурные превращения гребнеобразных жидкокристаллических полимеров во внешних полях».
В 1990 году по приглашению академика Николая Альфредовича Платэ перешла в Институт нефтехимического синтеза (ИНХС) им. А. В. Топчиева РАН в качестве ведущего научного сотрудника, организовала и возглавила группу жидких кристаллов в лаборатории модификации полимеров. В настоящее время — главный научный сотрудник.
Автор более 250 научных работ, включая книги и главы в коллективных монографиях, статьи в журналах, доклады на научных конференциях.
Автор (соавтор) книг и монографий:
- Liquid Crystalline Polymers: Volume 2-Processing and Applications, edited by Vijay Kumar Thakur, Michael R. Kessler. Springer — Technology & Engineering, 2015.
- Liquid -Crystalline Polymer Systems: Technological Advances, A. Isaev, S. Chen, T. Kyu, editors, Am.Chem.Soc., Washington, 1996.
- Zehn Arbeiten über Flüssige Kristalle, ed.H.Sackmann, Halle, Martin Luther Universität, Wiss.Beiträge, 1986, n 17.
- Liquid-Crystal Polymers, N. Platé, editor. Plenum, New York-London, 1993.
- Polymer Yearbook, Pethric, editor, Elsevier, London, 1985.
- Жидкокристаллические полимеры, редактор Н. А. Платэ, Химия, Москва, 1988.
- Polymeric Liquid Crystals, A. Blumstein, editor, Plenum,New York, 1984.
- Advances in Liquid crystal Research and Applications, ed. L.Bata, Akademia Kiado-Budapest, NY:Plenum press, 1980.
- Успехи в химии и физике полимеров, редактор Н. А. Платэ, Химия, Москва, 1973.

## Награды
- Медаль ордена «За заслуги перед Отечеством» II степени (2005)[1].
- Лауреат премии им. С. В. Лебедева, присужденной в 1995 году Президиумом РАН за цикл работ по жидкокристаллическим полимерам.